# Miller County (Missouri)
Das Miller County ist ein County im US-amerikanischen Bundesstaat Missouri. Im Jahr 2020 hatte das County 24.722 Einwohner und eine Bevölkerungsdichte von 16,1 Einwohnern pro Quadratkilometer. Der Verwaltungssitz (County Seat) ist Tuscumbia.

## Geografie

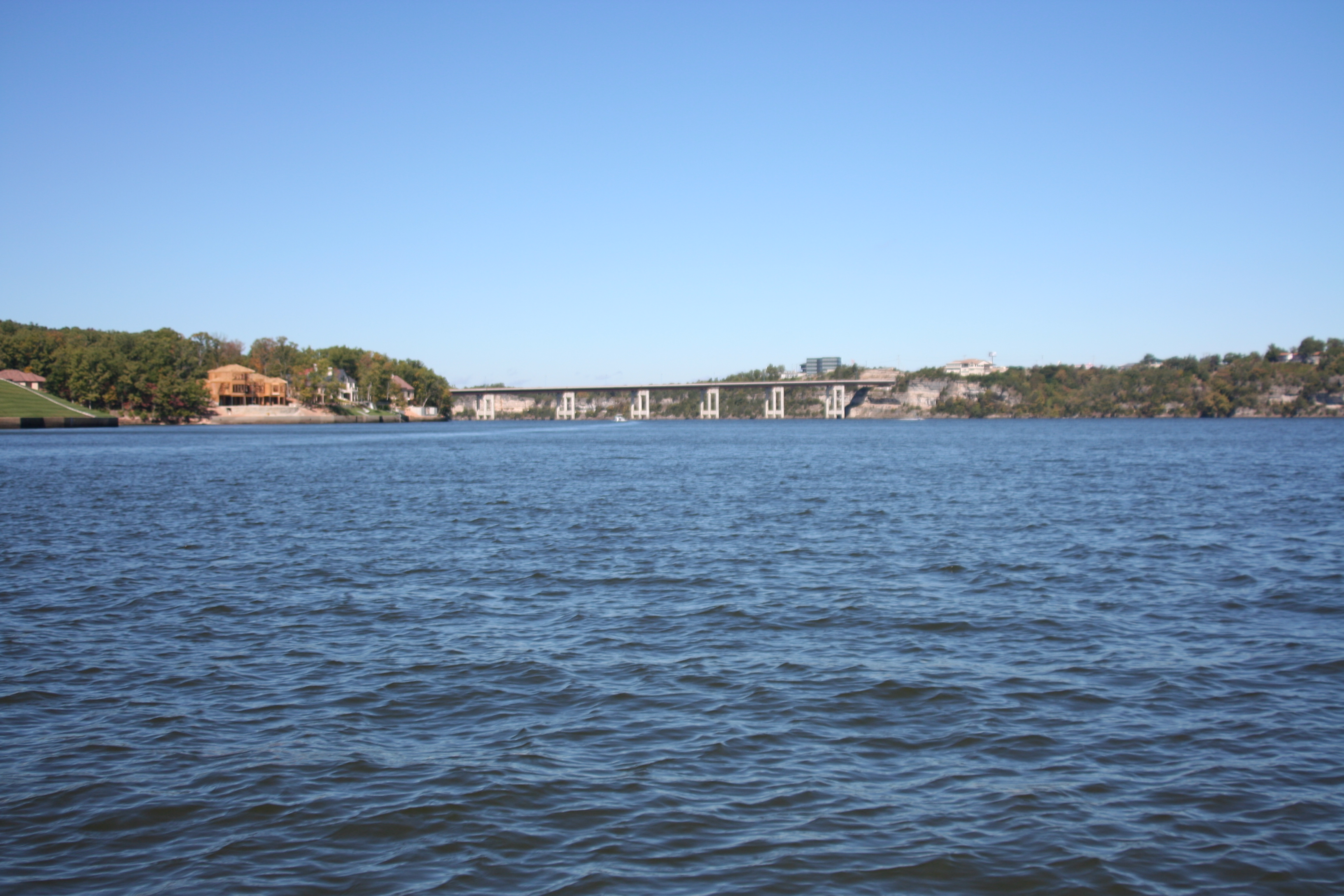
Lake of the Ozarks

Das County liegt etwa auf der Höhe des geografischen Zentrums von Missouri in den Ozarks am Ostufer des Lake of the Ozarks, einem Stausee des Osage River. Es hat eine Fläche von 1554 Quadratkilometern, wovon 20 Quadratkilometer Wasserfläche sind. An das Miller County grenzen folgende Nachbarcountys:
|               | Moniteau County | Cole County Osage County |
| Morgan County |                 | Maries County            |
| Camden County | Pulaski County  |                          |

## Geschichte
Das Miller County wurde 1837 gebildet. Benannt wurde es nach John Miller (1781–1846), dem vierten Gouverneur von Missouri (1825–1832) und späteren Abgeordneten des US-Repräsentantenhauses (1837–1843).
Acht Bauwerke und Stätten des Countys sind im National Register of Historic Places eingetragen (Stand 6. Februar 2018).

## Demografische Daten
Nach der Volkszählung im Jahr 2010 lebten im Miller County 24.748 Menschen in 10.410 Haushalten. Die Bevölkerungsdichte betrug 16,1 Einwohner pro Quadratkilometer. In den 10.410 Haushalten lebten statistisch je 2,33 Personen.
Ethnisch betrachtet setzte sich die Bevölkerung zusammen aus 96,8 Prozent Weißen, 0,6 Prozent Afroamerikanern, 0,6 Prozent amerikanischen Ureinwohnern, 0,3 Prozent Asiaten sowie aus anderen ethnischen Gruppen; 1,4 Prozent stammten von zwei oder mehr Ethnien ab. Unabhängig von der ethnischen Zugehörigkeit waren 1,5 Prozent der Bevölkerung spanischer oder lateinamerikanischer Abstammung.
24,5 Prozent der Bevölkerung waren unter 18 Jahre alt, 59,7 Prozent waren zwischen 18 und 64 und 15,8 Prozent waren 65 Jahre oder älter. 50,3 Prozent der Bevölkerung war weiblich.

Das jährliche Durchschnittseinkommen eines Haushalts lag bei 35.838 USD. Das Pro-Kopf-Einkommen betrug 18.202 USD. 16,8 Prozent der Einwohner lebten unterhalb der Armutsgrenze.

## Ortschaften im Miller County
Citys
| - Bagnell - Eldon - Iberia | - Lake Ozark1 - Lakeside - Osage Beach1 |

Villages
- Brumley
- Olean
- St. Elizabeth
- Tuscumbia

Unincorporated Communitys
| - Arrowhead Beach - Atwell - Aurora Springs - Brays - Capps | - Etterville - Faith - Hoecker - Kaiser - Keethtown | - Lakeland - Lakeview - Marys Home - Mount Pleasant - Saint Anthony | - Samtown - Spring Garden - Ulman - Watkins - West Aurora |

1 – teilweise im Camden County

## Gliederung
Das Miller County ist in sieben Townships eingeteilt:
| Township           | Einwohner (2010) | FIPS     |
| ------------------ | ---------------- | -------- |
| Equality Township  | 1109             | 29-22528 |
| Franklin Township  | 2641             | 29-25678 |
| Glaze Township     | 6804             | 29-27244 |
| Jim Henry Township | 1051             | 29-37322 |
| Osage Township     | 1585             | 29-55172 |
| Richwoods Township | 3243             | 29-61778 |
| Saline Township    | 8315             | 29-65342 |